# Mayna pubescens
Mayna pubescens är en tvåhjärtbladig växtart som först beskrevs av José Jéronimo Triana och Karsten, och fick sitt nu gällande namn av Warburg. Mayna pubescens ingår i släktet Mayna och familjen Achariaceae. Inga underarter finns listade i Catalogue of Life.